# Ceroplesis aethiopica
Ceroplesis aethiopica là một loài bọ cánh cứng trong họ Cerambycidae.